# Новська протока
44°13′46″ пн. ш. 15°31′36″ сх. д. / 44.22946° пн. ш. 15.52677° сх. д.
Новська протока (хорв. Novsko ždrilo) — протока в Задарській жупанії Хорватії, що сполучає Велебитську протоку (частина Адріатичного моря між о. Паг і узбережжям) із Новиградським морем (морська затока, врізана вглиб узбережжя). Довжина протоки — 4 км, ширина коливається від 30 до 400 метрів. Оскільки у Новиградське море впадає річка Зрманя та декілька дрібніших річок, у протоці існує слабка течія убік Велебітського каналу і відкритого моря.
Через Новську протоку перекинуто два мости, обидва мають назву «Масленицький міст» за назвою села Маслениця на березі протоки. Щоб уникнути плутанини умовно називаються «старим» і «новим». Старий Масленицький міст було побудовано в 1961 році і зруйновано в 1991 році після переходу району Новиград під контроль сербів, відновлений у 2005 році. Будівництво нового масленицького мосту почалося відразу після відвоювання Новської протоки хорватами в 1993 році (див. Операція «Маслениця») і закінчилося в 1997 році. На 2020-ті мостом прокладено головну автомагістраль країни A1.